# Universitat Autònoma de Barcelona (1933-39)
|  | No s'ha de confondre amb Universitat Autònoma de Barcelona. |

Universitat Autònoma de Barcelona fou el nom que prengué la Universitat de Barcelona durant la Segona República Espanyola, a partir del 1933 i fins al 1939, que fou dissolta per decret arran de l’ocupació de Barcelona per les tropes del general Franco. Al començament de la guerra civil, durant dos mesos (juliol-agost del 1936), el nom oficial de la universitat fou el d’Universitat Autònoma de Catalunya.

## Història
L'1 de juny del 1933 un decret signat pel president de la II República Espanyola, Niceto Alcalá Zamora, i pel ministre espanyol d'Instrucció Pública, Fernando de los Ríos, aprovà l'autonomia de la universitat catalana projectada pel Govern de la Generalitat de Catalunya d’acord amb la Constitució republicana del 1931 i l'Estatut de Catalunya del 1932 (art. 7). La Universitat de Barcelona passà a anomenar-se Universitat Autònoma de Barcelona amb la vocació d'iniciar un moviment de reforma del sistema educatiu de Catalunya que la converteixi en una universitat moderna.
La Universitat Autònoma de Barcelona tingué un patronat mixt de govern, format per onze membres: cinc vocals designats pel Govern de la República (Gregorio Marañón, Américo Castro, Antonio García Banús, Cándido Bolívar i Antoni Trias Pujol), cinc vocals nomenats pel Consell de Cultura de la Generalitat (Pompeu Fabra, Domingo Barnés, August Pi i Sunyer, Joaquim Balcells i Pinto i Josep Xirau i Palau), i el rector de la universitat, membre nat, que primer va ser Jaume Serra i Húnter (que ja era el rector de la Universitat de Barcelona des de la proclamació de la República l'any 1931) i més endavant Pere Bosch Gimpera. El 18 d'agost del 1933 fou aprovat per unanimitat el nou estatut de la universitat, redactat per una comissió formada per cinc dels onze membres del patronat (Fabra, Balcells, Castro, Trias i Garcia Banús). Fabra fou nomenat president del patronat, el vicepresident fou Barnés i el secretari Balcells.
Entre les novetats hi hagué que el català fou declarat llengua oficial de la universitat, juntament amb el castellà, que fins llavors n'era la llengua oficial única. La nova universitat es definí com a autònoma, catalana i social, impulsà uns Estudis Universitaris per a Obrers, dotà beques per a estudiants amb pocs recursos econòmics i nomenà com a catedràtics i professors alguns que ho eren d'altres universitats i també professionals prestigiosos en diverses matèries que fins llavors no col·laboraven amb la universitat.
La majoria d'aquests avenços van ser anul·lats pel govern espanyol d'Alejandro Lerroux que prengué possessió l'any 1934, i el projecte no es tornà a reprendre fins al febrer del 1936, amb la victòria del Front Popular en les eleccions espanyoles. Però ja no hi hagué gaire més temps d'acabar d'organitzar aquella nova universitat amb normalitat, perquè de seguida esclatà la guerra civil, el juliol del 1936. Al final de la guerra, el 26 de gener de 1939, un escamot de soldats prengué possessió de l'edifici de la Universitat i la Universitat Autònoma de Barcelona va ser dissolta per un decret del règim franquista colpista del general Francisco Franco el 28 de gener del 1939, dos dies després d'ocupar Barcelona amb les seves tropes. El 13 d'abril del mateix any, El Noticiero Universal recollia el fet sota el títol La Universidad redimida del marxismo e incorporada a la España nacional explicant com "el nostre primer centre docent havia estat salvat de l'horda rojo-separatista que havia deixat una Universidad de Barcelona desespanyolitzada.

## Rectors
- 1931-1933 Jaume Serra Hunter
- 1933-1939 Pere Bosch Gimpera